# Norberčany
Norberčany (1890–1910 ook Norbertčany; Duits: Nürnberg) is een Tsjechische gemeente in de regio Olomouc, en maakt deel uit van het district Olomouc. Norberčany telt 344 inwoners (2006).

## Geschiedenis
- 1397 – De eerste schriftelijke vermelding van de gemeente.[1]
- 2005 – Norberčany wordt van het district Bruntál in de regio Moravië-Silezië overgeheveld naar het district Olomouc in de regio Olomouc.

## Aanliggende gemeenten
| Aangrenzende gemeenten | Aangrenzende gemeenten                   | Aangrenzende gemeenten   | Aangrenzende gemeenten | Aangrenzende gemeenten |
| ---------------------- | ---------------------------------------- | ------------------------ | ---------------------- | ---------------------- |
| Moravský Beroun        |                                          | Dvorce (Moravië-Silezië) |                        |                        |
|                        |                                          |                          |                        |                        |
|                        | Budišov nad Budišovkou (Moravië-Silezië) |                          |                        |                        |
|                        |                                          |                          |                        |                        |
| Domašov nad Bystřicí   |                                          |                          |                        | Město Libavá           |

Babice · Bělkovice-Lašťany · Bílá Lhota · Bílsko · Blatec · Bohuňovice · Bouzov · Bukovany · Bystročice · Bystrovany · Červenka · Charváty · Cholina · Daskabát · Dlouhá Loučka · Dolany · Doloplazy · Domašov nad Bystřicí · Domašov u Šternberka · Drahanovice · Dub nad Moravou · Dubčany · Grygov · Haňovice · Hlásnice · Hlubočky · Hlušovice · Hněvotín · Hnojice · Horka nad Moravou · Horní Loděnice · Hraničné Petrovice · Huzová · Jívová · Komárov · Kozlov · Kožušany-Tážaly · Krčmaň · Křelov-Břuchotín · Liboš · Lipina · Lipinka · Litovel · Loučany · Loučka · Luběnice · Luká · Lutín · Lužice · Majetín · Medlov ·
Měrotín · Město Libavá · Mladeč · Mladějovice · Moravský Beroun · Mrsklesy · Mutkov · Náklo · Náměšť na Hané · Norberčany · Nová Hradečná · Olbramice · Olomouc · Paseka · Pňovice · Přáslavice · Příkazy · Řídeč · Samotišky · Senice na Hané · Senička · Skrbeň · Slatinice · Slavětín · Štarnov · Štěpánov · Šternberk · Strukov · Střeň · Suchonice · Šumvald · Svésedlice · Těšetice · Tovéř · Troubelice · Tršice · Újezd · Uničov · Ústín · Velká Bystřice · Velký Týnec · Velký Újezd · Věrovany · Vilémov · Vojenský újezd Libavá · Želechovice · Žerotín